# أنياب (فلم)
أنياب فيلم رعب استعراضي مصري للمخرج محمد شبل عام 1981. كتب السيناريو محمد شبل وطارق شرارة، وقام بالبطولة علي الحجار ومنى جبر وأحمد عدوية. صدر الفيلم إلى دور العرض في 1 أغسطس 1981.

## طاقم التمثيل
- علي الحجار: في دور علي مصطفى محمد
- منى جبر: في دور منى مجدي كامل
- أحمد عدوية: في دور دراكيولا
- طلعت زين: في دور مساعد دراكولا
- عهدي صادق: في دور شلف
- حسن الإمام: في دور الراوي
- مودي الإمام: في دور المايسترو
- حسين الإمام: في دور المايسترو
- عاطف الطيب: في دور سائق سيارة الأجرة
- تامر المصري: في دور طفل
- مي عبد المنعم كامل: في دور طفلة[2]

## ملخص أحداث الفيلم
تتعطل سيارة علي (علي الحجار) ومنى (منى جبر) في الطريق لحضور إحدى الحفلات مع مجموعة من أصدقائهما في ليلة رأس السنة، فيضطر الأثنين للجوء إلى إحدى المنازل المهجورة من أجل استخدام الهاتف للاتصال بالأصدقاء. يستقبلهم الأحدب شلف (عهدي صادق)، وإذ بهما يكتشفان أنهما في منزل دراكولا (أحمد عدوية) نفسه، ويقع كل منهما في قبضته وقبضة مساعديه.

## خلفية الفيلم
الفيلم مستوحى على نحو كبير من الفيلم الأمريكي «عرض صور روكي المرعب The Rocky Horror Picture Show»، وهو فيلم رعب كوميدي موسيقي لعام 1975، عبارة عن محاكاة ساخرة لأفلام الخيال العلمي والرعب من الدرجة الثانية من ثلاثينيات القرن العشرين وحتى أوائل الستينيات. قام فيلم «أنياب» بإهداء تحية إلى فيلم «روكي المرعب»، في المشهد الذي يهم فيه مساعد دراكولا بارتداء تي شيرت مطبوع عليه ملصق الفيلم «روكي المرعب».
يقدم المخرج محمد شبل تحية للمخرج يوسف شاهين خلال أحداث الفيلم من خلال المشهد الذي يشاهد فيه علي ومنى ودراكولا فيلم (اسكندرية، ليه؟).

## استقبال الفيلم
كتب نور خالد على موقع الأخبار: "فيلم "أنياب" كان ورطة للجميع: مخرجه محمد شبل، تلميذ يوسف شاهين، الذي أراد أن يقدم أول فيلم تجريبي في تاريخ السينما المصرية، حسن الإمام الذي ظهر على الشاشة ممثلاً، شركة مصر العالمية المنتجة للفيلم، والممثلين المشاركين فيه.
أراد شبل أن يقدم فيلماً تجريبياً، فلجأ إلى شخصية دراكولا، مصاص الدماء، ومصرها في إطار من الإسقاطات السياسية التي حاولت تعرية الفساد وخفافيشه، لكن المعالجة السينمائية جاءت هزيلة حد السذاجة، وكرتونية ألى حد الملل.... شركة مصر العالمية، منتجة أفلام يوسف شاهين وأسماء البكري وبعض أفلام يسري نصر الله وغيرهم، تورطت أيضاً في المشاركة في إنتاج الفيلم".
كتب صابر بن عامر في موقع العرب: «الفيلم لا يمكن تصنيفه بشكل جدّي ضمن أفلام مصاصي الدماء، وهو المصنّف كفيلم موسيقي استعراضي، وما حضور» الفامباير«في العمل إلاّ كنوع من الاستعراض الفني الفنتازي، ليس أكثر.»
كتب حسن أبو العباس على موقع «نجوم على كيفك»: «الهيئة التي ظهر بها أحمد عدوية خلال أحداث الفيلم على هيئة» دراكولا«، أدت إلى سخرية معظم من شاهد الفيلم الذي لم يلق نجاحًا جماهيريًا بسبب هيئته، وإصرار مخرج العمل على غناء عدوية للون الشعبي، مستعينًا بطقم من الأسنان رخيص الثمن».
في عام 2020 كتب علي الحجار، عبر حسابه الرسمي على موقع التواصل الاجتماعي «فيس بوك»: «مبروك للنجوم نيللي كريم وظافر العابدين فيلمهم الجديد عن مصاصي الدماء (يعني فيلم خط دم)، بس إحنا سبقناهم».

## وصلات خارجية
- أنياب (فيلم 1981)
- أنياب (فيلم 1981)
- أنياب (فيلم 1981)